# Эрдэнэдалай
Эрдэнэдалай (монг. Эрдэнэдалай) — сомон аймака Дундговь в центральной части Монголии, площадь которого составляет 7351 км². Численность населения по данным 2007 года составила 6677 человек.
Центр сомона — посёлок Сангийн-далай, расположенный в 110 километрах от административного центра аймака — города Мандалговь и в 250 километрах от столицы страны — Улан-Батора.

## География
Сомон расположен в центральной части Монголии. Граничит с соседними аймаками Уверхангай и Умнеговь. На территории Эрдэнэдалая располагаются горы Цагаан овоо, Агьт хурэн, Рашаант.
Из полезных ископаемых в сомоне встречаются строительное и химическое сырьё, железная руда, уголь, драгоценные камни, золото.

## Климат
Климат резко континентальный. Средняя температура января -18-19 градусов, июля +19-20 градусов. Ежегодная норма осадков 200-260мм.

## Фауна
Животный мир Эрдэнэдалая представлен лисами, волками, манулами, косулями, аргалями, дикими козами, зайцами, тарбаганами.

## Инфраструктура
В сомоне есть школа, больница.